# شینگو کاتوری
شینگو کاتوری (انگلیسی: Shingo Katori؛ زادهٔ ۳۱ ژانویهٔ ۱۹۷۷) یک موسیقی‌دان اهل ژاپن است. وی از سال ۱۹۸۸ میلادی تاکنون مشغول فعالیت بوده‌است.